# Crassula inandensis
Crassula inandensis är en fetbladsväxtart som beskrevs av Schönl. och Baker f. Crassula inandensis ingår i släktet krassulor, och familjen fetbladsväxter. Inga underarter finns listade i Catalogue of Life.